# Isatis microcarpa
Isatis microcarpa är en korsblommig växtart som beskrevs av Jacques Étienne Gay och Pierre Edmond Boissier. Isatis microcarpa ingår i släktet vejdar, och familjen korsblommiga växter. Inga underarter finns listade i Catalogue of Life.

## Bildgalleri

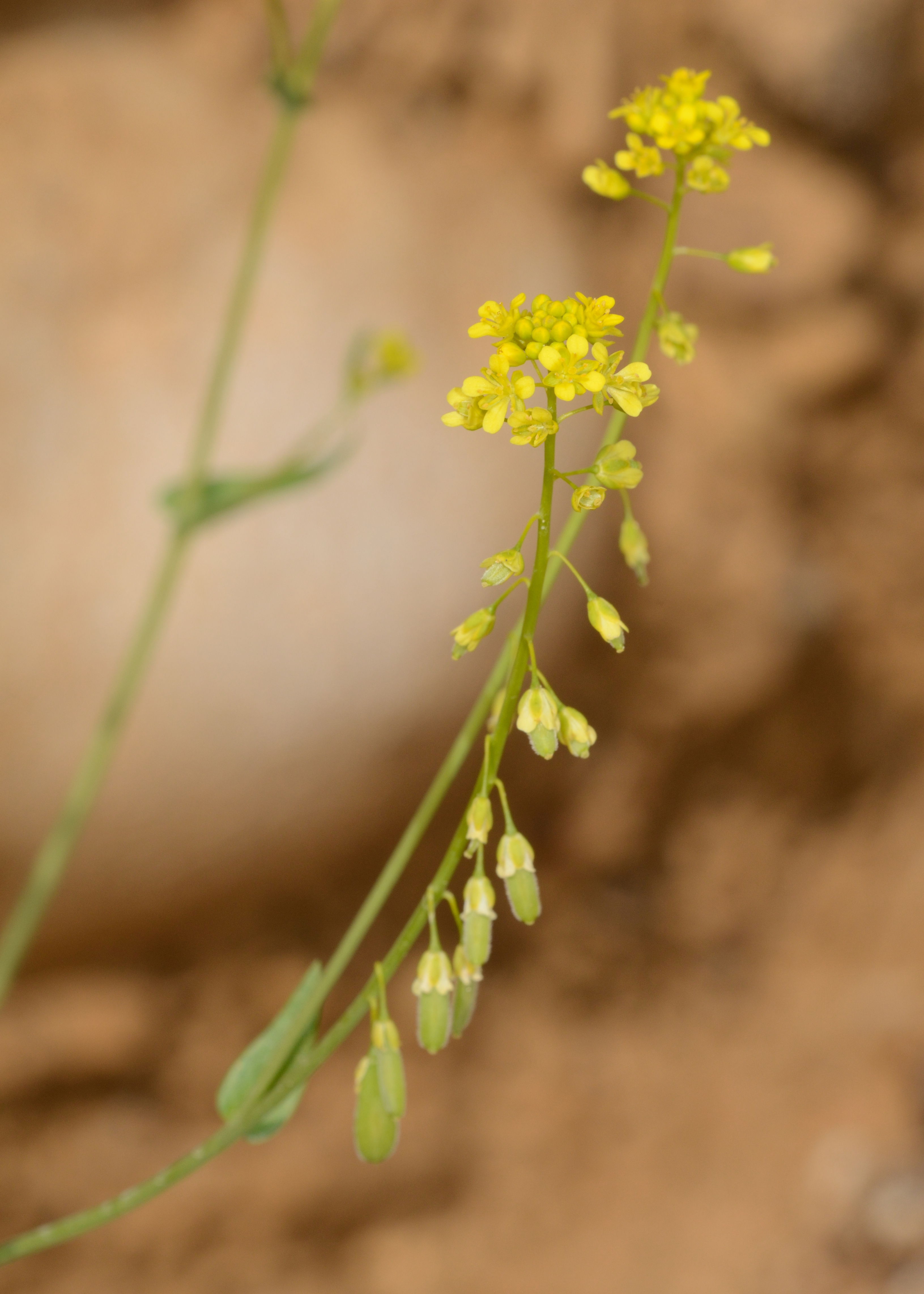